# San José de los Arroyos

San José de los Arroyos é um distrito do departamento de Caaguazú no Paraguai. Possui 5.544 habitantes.

## Transporte
O município de Nueva Londres é servido pela seguinte rodovia:
- Ruta 02, que liga a cidade de Coronel Oviedo a Assunção.[1][2][3]